# Kouvola
Kouvola este este un oraș din Finlanda și capitala administrativă a Kymenlaakso. Este situat în sud-estul interior al țării. Populația din Kouvola este de aproximativ 78.000 de locuitori. Este a 12-a cea mai populată municipalitate din Finlanda și a 17-a cea mai populată zonă urbană din țară.
Kouvola este situată de-a lungul râului Kymijoki în regiunea Kymenlaakso, la 62 de kilometri (39 mi) kilometri est de Lahti, la 87 de kilometri (54 de mile) vest de Lappeenranta și la 134 de kilometri (83 de mile) nord-est de capitală, Helsinki. Cu Kotka, Kouvola este unul dintre centrele capitale și este cel mai mare oraș din regiunea Kymenlaakso.
Zona urbană Kouvola din centrul orașului însuși găzduiește aproximativ 47.000 de oameni. Orașul se întinde pe o suprafață de 2.883,30 kilometri pătrați (1.113,25 sq mi) din care 325,06 km2 (125,51 sq mi) sunt apă. Densitatea populației este de 30,59 locuitori pe kilometru pătrat (79,2/sq mi). Kouvola se învecinează cu municipiile Hamina, Heinola, Iitti, Kotka, Lapinjärvi, Loviisa, Luumäki, Miehikkälä, Mäntyharju, Pyhtää și Savitaipale. Kouvola are peste 450 de lacuri și, împreună cu Mäntyharju, zona Kouvola include Parcul Național Repovesi.
Kouvola, care a avut o creștere a populației până în anii 1980, a suferit o pierdere a migrației din anii 1990. De-a lungul timpului, pierderea s-a adâncit, astfel încât la sfârșitul anilor 2010 Kouvola era cea mai mare zonă cu pierderi de migrație a Finlandei. Demografia naturală a avut, de asemenea, o tendință descendentă; în 2017, mai mult de 450 de oameni au murit în oraș decât s-au născut alții noi. În prezent, populația din Kouvola scade anual cu aproximativ 800 de locuitori. Se crede că motivele emigrării se datorează în mare parte pierderii locurilor de muncă în regiune.
Orașul și-a pus așteptări de redresare economică pentru diverse proiecte, cum ar fi centrul de date TikTok planificat pentru satul Koria.

## Istorie

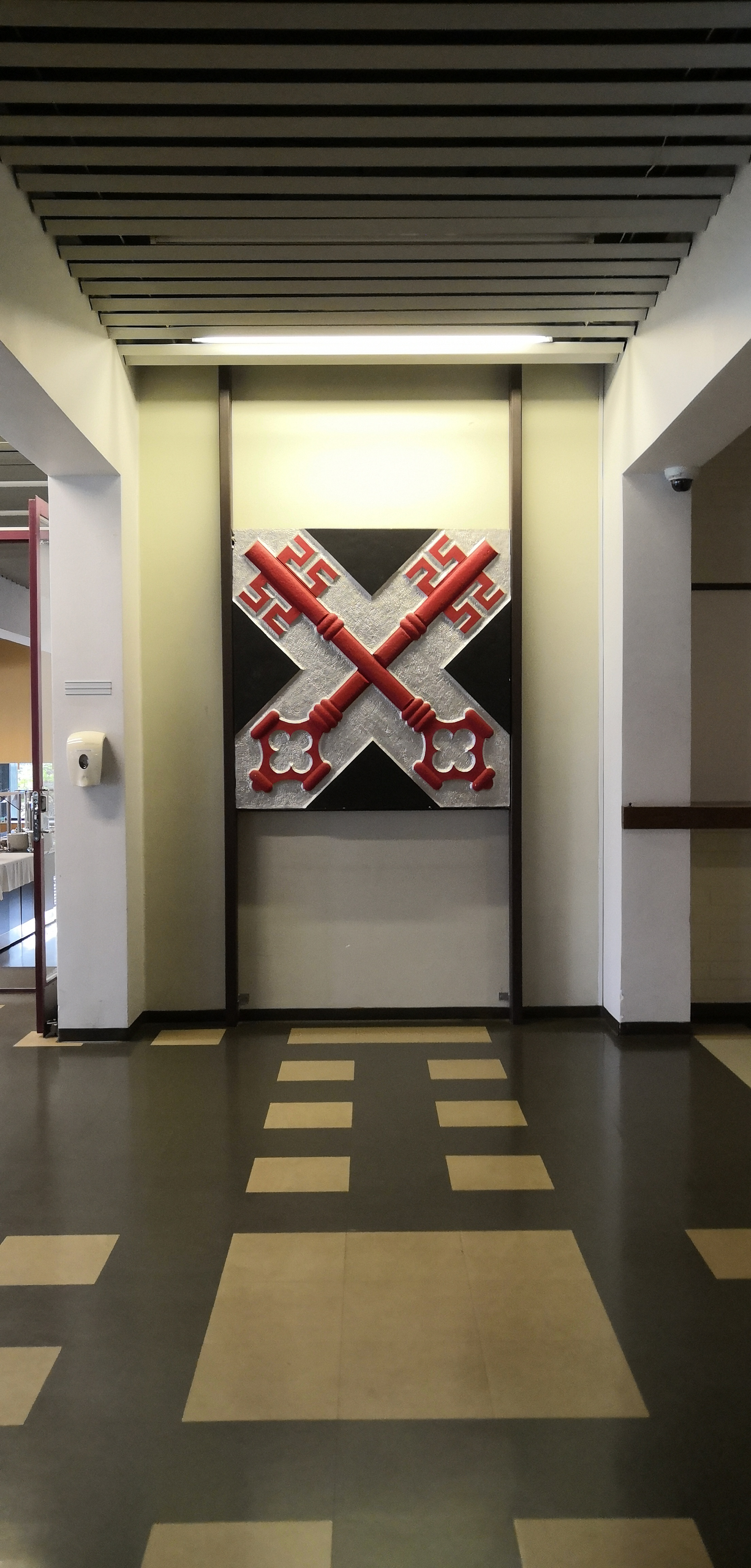
Stema orașului Kouvola între 1952–2008.

Satul Kouvola a fost locuit încă din Evul Mediu și a aparținut alternativ bisericilor Hollola, Iitti și Valkeala. Cu toate acestea, dezvoltarea efectivă nu a început până în anii 1870, când a fost construită linia Riihimäki–Sankt Petersburg, iar Kouvola a devenit un nod feroviar. Kouvola a construit moara Kymin fondatorul Axel Wilhelm Wahren administrația feroviară la cerere, pe baza inginerilor de cale a decis să recomande crearea unei poziții de capăt la o jumătate de milă la est de alerta variabilă Otava cu acceptare pe sol nisipos pe țesătură. În următorul deceniu, calea ferată Savonia a fost construită de la Kouvola la nord și linia Kotka la sud, ceea ce a făcut ca Kouvola să devină una dintre cele mai aglomerate noduri de cale ferată din Finlanda. De-a lungul timpului, Kouvola s-a dezvoltat într-un centru important de producător de celuloză, Moară de hârtie și un centru de tipărire și chiar a avut un sector lider de inginerie industrială.
În 1918, conflictul dintre facțiunile Roșu și Alb a făcut ravagii puternic în timpul Războiului Civil Finlandez. Peste 200 de oameni au fost uciși în zonă în timpul luptei.
Ca urmare a căii ferate, Kouvola a fost puternic construită. În 1922 a fost separată de municipiul Valkeala și a câștigat drepturi comerciale imediat în anul următor. Orașul Kouvola a fost înființat în 1960. Kouvola a fost anexat la Provincia Viipuri în 1922–1945, dar în 1940 și 1944, cea mai mare parte a județului Viipuri a fost cedată Uniunii Sovietice, iar zonele rămase au fost formate în Provincia Kymi în 1945 deveniseră și un centru administrativ; Ca capitală a județului Kymen, a funcționat din 1955 până la reforma județului din 1997.
În ianuarie 2009, cele șase municipalități Kouvola, Kuusankoski, Elimäki, Anjalankoski, Valkeala și Jaala au fost consolidate, formând noua municipalitate Kouvola. Kouvola și-a asumat și sloganul „Kymijoen kaupunki” (orașul Kymijoki) folosit anterior de Anjalankoski.

## Cultura
- Numele în sine derivă din finlandeză veche „kouvo”, care înseamnă urs.[11] Brațele sunt Sable, un escarbuncle Sau, bază ondulată Argent.
- Fabrica Verla, care este UNESCO Patrimoniul mondial, este situată lângă Kouvola.
- Ziarele Kouvola Sanomat și Keskilaakso sunt publicate în Kouvola.
- Al treilea ca mărime parc de distracții din Finlanda, numit Tykkimäki este situat în Kouvola.[4]

### Istoria provinciei Kouvola
- Provincia Viipuri (1922–1945)
- Provincia Kymi (1945–1997)
- Provincia Finlanda de Sud (1997–2009)
- Kymenlaakso (2009–)

## Sport
Kouvola este orașul natal al clubului sportiv Sudet, care a devenit campion finlandez la bandy de șase ori consecutiv, și au o echipă de fotbal care joacă la al patrulea cel mai înalt nivel, Kolmonen, în ciuda faptului că Sudet este unul dintre cele mai vechi cluburi de fotbal din Finlanda. KooKoo este cea mai de succes echipă de hochei pe gheață din Kymenlaakso. Joacă în prima ligă finlandeză, SM-liiga. Kouvolan Pallonlyöjät (KPL) este o echipă de baseball cu sediul în Kouvola și cunoscută pentru Pesäpallo. KPL a câștigat cinci campionate finlandeze și joacă în liga de top finlandeză, Superpesis. Kouvot este o echipă de baschet cu sediul în Kouvola. echipa joacă la cel mai înalt nivel Korisliiga și a câștigat patru campionate finlandeze.
MyPa este unul dintre cele mai de succes cluburi de fotbal din Finlanda, iar anii 1990 au fost epoca de aur. MyPa se joacă 23 de sezoane în liga finlandeză de fotbal de top Veikkausliiga. MyPa are sediul în satul industrial Myllykoski, parte a orașului Kouvola. Clubul a devenit inactiv în fotbalul profesionist după ce și-a încetat activitatea în 2015 din cauza dificultăților financiare. În 2017, MyPa a revenit și a început din nou de la al patrulea cel mai înalt nivel, dar a urcat rapid la al doilea cel mai înalt nivel, Ykkönen, unde joacă acum.
Kouvola are și un Centrul de sărituri cu schiurile Palomäki, foarte aproape de oraș, unde tinerii și alți pasionați de sport pot merge să sară pe un săritură cu schiurile.

## Regionalization
| Comitatul Regional   | Populația | Zona km2 | Densitatea Populației |
| -------------------- | --------- | -------- | --------------------- |
| Kouvola central (1)  | 30,185    | 44.88    | 672.57                |
| Kuusankoski (2)      | 20,647    | 692.07   | 29.83                 |
| Anjalankoski (3)     | 15,000    | 752.92   | 19.92                 |
| Valkeala (4)         | 11,433    | 1003.72  | 11.39                 |
| Elimäki (5)          | 7,900     | 391.74   | 20.17                 |
| 5 Comitate Regionale | 85,165    | 2,885.33 | 29.52                 |

Consiliile regionale Kouvola.

Jaala este doar unul care nu formează propriul comitet regional, dar face parte din comitetul regional Kuusankoski.